# Venus in the East
Venus in the East er en amerikansk stumfilm fra 1919 af Donald Crisp.

## Medvirkende
- Bryant Washburn som Buddy McNair
- Margery Wilson som Martha
- Anna Q. Nilsson som Pat Dyvenot
- Guy Oliver som Naylor
- Clarence Burton som Pontius Blint